# Co sa stalo nové
Co sa stalo nové je 9. řadové album skupiny Čechomor. Album je na rozdíl od alba Proměny mnohem tvrdší, elektrická kytara a bicí dostaly mnohem více prostoru. Na albu je celkem 13 písní, které jsou nové a na žádném předchozím albu se neobjevily a jedna starší v novém podání. Na CD opět jako host vystoupila Lenka Dusilová a zazpívala si ve třech písních. Jako další host na albu vystoupil irský zpěvák Iarla O´Lionaird a japonský bubeník a hráč na flétnu šakuhači Joji Hirota. Album bylo v médiích podpořeno skladbou Zločin, která je zpívána na půl česky a na půl irskou gaelštinou. Album bylo pokřtěno na koncertu v Praze v červnu 2005. Koncertu se mimo jiné zúčastnil i producent Proměn Jaz Coleman. K albu se vázalo i turné Krušovice Tour 2005. Co sa stalo nové bylo nominováno na Anděla za nejlepší zvukovou nahrávku roku.

## Skupina
- František Černý – kytara a zpěv
- Karel Holas – pětistrunné housle a zpěv
- Radek Pobořil – akordeon a trubka
- Michal Pavlík – violoncello a české dudy
- Roman Lomtadze – bicí, perkuze
- Lenka Dusilová – zpěv, vystupovala jako host
- Iarla O´Lionaird – zpěv, vystupoval jako host
- Joji Hirota – bicí, flétna šakuhači, vystupoval jako host

## Seznam stop
1. Hej, bystrá voda
2. Z večera je jasno
3. Neber sobě
4. Zločin
5. Co sa stalo nové
6. Až půjdou cikáni
7. Katuša
8. Hezký Janek
9. Na Vsetíně páni
10. Ej, dolu Váhom
11. Do kostela zvonili
12. Malovaný kostel
13. Teče voděnka
14. Za gorum za vodum